# John Greenlees Semple
John „Jack“ Greenlees Semple (*  10. Juni 1904 in Belfast; † 23. Oktober 1985 in London) war ein britischer Mathematiker, der sich mit Algebraischer Geometrie befasste.

## Leben
Semple studierte an der Queen’s University Belfast Mathematik mit dem Bachelor-Abschluss 1924 und an der Universität Cambridge, wo er 1927 an den Tripos-Prüfungen mit Auszeichnung teilnahm. 1930 promovierte er in Cambridge bei Henry Frederick Baker (Surfaces of intersection of cubic primals. 2.Cubic Cremona transformations of 4-dimensional space) und wurde Fellow des St. John’s College in Cambridge. 1929 gewann er den Rayleigh Prize und wurde Lecturer an der University of Edinburgh und 1930 Professor an der Queen’s University Belfast. Dort war er auch drei Jahre Dekan der Faculty of Arts und im Universitätssenat. 1936 wurde er Professor am King’s College London. Im Zweiten Weltkrieg organisierte er die Evakuierung der Mathematikfakultät (geleitet von George Temple) nach Bristol, wo sie bis 1943 war. 1953 wurde er als Nachfolger von Temple Leiter der Mathematikfakultät am King’s College. Mit Leonard Roth leitete er über 40 Jahre das London Geometry Seminar.
1944 bis 1947 war er Sekretär der London Mathematical Society und gab deren Journal of the London Mathematical Society heraus.
Er schrieb mit Leonard Roth eine Einführung in die Algebraische Geometrie und mit G. T. Kneebone zwei weitere Monographien dazu, in denen er nach eigenen Worten neben der algebraischen Grundlage auch die geometrische Seite nicht aus den Augen verlieren wollte, denn „nichts könnte unerwünschter sein, als dass diesem traditionell eleganten Gebiet erlaubt werden sollte, das Erscheinungsbildes eines bloßen Ankleideraums anzunehmen, in der die Algebra mit geometrischer Phraseologie verkleidet wird.“ Die zunehmend abstrakte Richtung der algebraischen Geometrie sagte Semple nicht zu und nach 1957 veröffentlichte er für zehn Jahre kaum nach Forschungsarbeiten dazu. Stattdessen wandte er sich der Universitätsverwaltung zu, war Mitglied des Senats und unterhielt Verbindungen zu ausländischen Colleges, die mit der Universität London in Verbindung standen (Rhodesien, Karibik, Hongkong). Ende der 1960er Jahre nahm er seine Forschungstätigkeit erneut auf und untersuchte Probleme, die er schon Jahrzehnte zuvor behandelt hatte, in neuem Licht. 1971 erschien sein Buch über Clifford-Parallelen.
1932 wurde er in die Royal Irish Academy gewählt.

## Schriften (Auswahl)
- mit Leonard Roth:  Introduction to algebraic geometry, Oxford: Clarendon Press 1949, Oxford University Press 1985
- mit G. T. Kneebone: Algebraic Projective Geometry, Oxford University Press 1952, Oxford, Clarendon Press 1979
- mit G. T. Kneebone: Algebraic Curves, Oxford, Clarendon Press 1959
- mit J. A. Tyrell: Generalized Clifford Parallelism, Cambridge UP 1971